# Antonio Godi
Antonio Godi (Vicenza, 1350 circa – 10 settembre 1438) è stato un notaio italiano.

## Biografia
Era il figlio di Tommaso Godi, membro di una famiglia nobile di Vicenza, e Bona Pisone; sposò una Bartolomea, dalla quale ebbe vari figli, tra cui Pietro Godi, giudice di professione.
Tra i suoi scritti vi è una cronaca edita nel 1344 con il titolo di Cronaca di Antonio Godi vicentino dall'anno 1194 all'anno 1260 e curata da Giovanni Soranzo. Si tratta di una delle cronache più antiche, utilizzata intorno al 1455 dal notaio Giambattista Pagliarino per la stesura della sua opera Croniche. Nell'opera, allo schema delle laudes civitatum, l'autore dedica una breve nota alla storia di Vicenza, osservando che dalla città provenivano alcune famiglie nobili; vi è inoltre un riferimento ai suoi concittadini. Iniziò a comporre l'opera in giovane età, raccogliendo gli scritti di suo padre Tommaso.

## Opere
- Cronaca di Antonio Godi vicentino dall'anno 1194 all'anno 1260, curata da Giovanni Soranzo;
- Historia del Godi, riportata in un codice medievale conservato presso la Biblioteca Civica Bertoliana di Vicenza.